# Elektriciteitscentrale Homer City

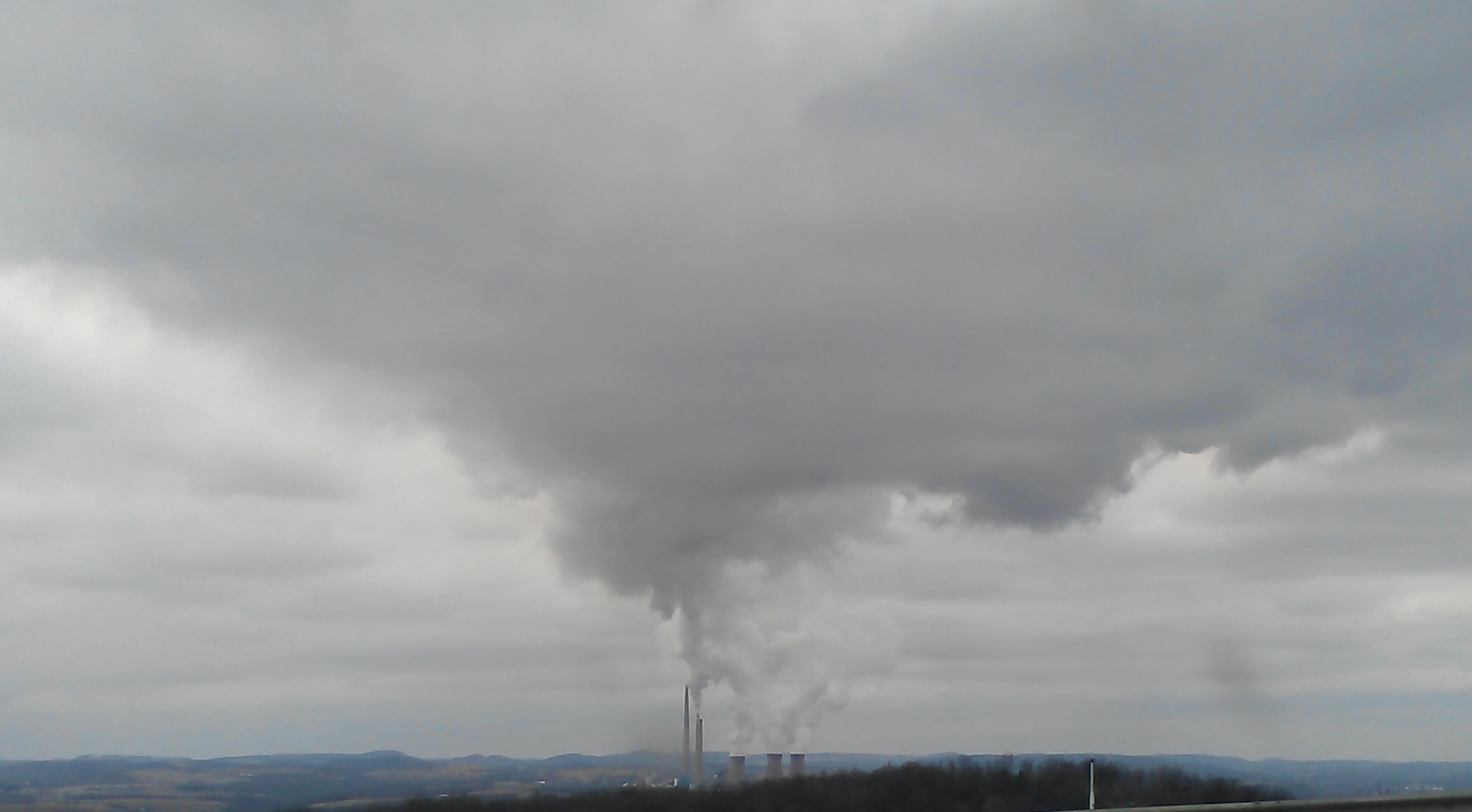

De Homer City elektriciteitscentrale is een grote  kolengestookte thermische centrale in Minersville, gelegen in de Amerikaanse staat Pennsylvania. Eigenaar van de centrale is Edison International. De centrale is vooral bekend om zijn in 1977 gebouwde 371m hoge schoorsteen, de hoogste van de Verenigde Staten. Er is in de Verenigde Staten controverse rond de ecologische impact van de centrale. Zo zouden de uitstoot van kwik, zwaveldioxide en CO2, ondanks aanpassingen in 1998 onaanvaardbaar hoog zijn.